# Sabah al-Khaled al-Sabah
Titres
Prince héritier du Koweït
Depuis le 2 juin 2024
Premier ministre du Koweït
19 novembre 2019 – 24 juillet 2022
(2 ans, 8 mois et 5 jours)
Cheikh Sabah al-Khaled al-Sabah (arabe : الشيخ صباح الخالد الحمد الصباح), né le 3 mars 1953 à Koweït, est un prince de la maison Al Sabah et un homme politique koweïtien. Il est Premier ministre du 19 novembre 2019 au 24 juillet 2022 et prince héritier depuis le 2 juin 2024.

## Famille
Il fait partie du clan Al Sabah, la famille qui règne sur le Koweït depuis le XVIIIe siècle. Il est le fils de Khaled ben Hamad al-Sabah et de Mouza bint Ahmad al-Sabah, elle-même fille d'Ahmad al-Jaber al-Sabah, émir de 1921 à 1950.

## Carrière
Sabah commence sa carrière en 1978, en rejoignant le ministère des Affaires étrangères. Jusqu'en 1995, il occupe diverses fonctions au sein du ministère, notamment en tant que membre de la mission permanente du Koweït auprès des Nations unies (1983-1989). En 1995, il est nommé ambassadeur en Arabie saoudite, poste qu'il occupe jusqu'en 1998. Durant cette période, il est également envoyé auprès de l'Organisation de la conférence islamique (OCI). De 1998 à 2006, il est le chef de la sécurité nationale.
En juillet 2006, il obtient son premier poste ministériel, aux Affaires sociales et au Travail. Il est également ministre des Affaires étrangères par intérim pendant cette période. En octobre 2007, il est nommé ministre de l'Information. Il obtient ensuite un poste de conseiller auprès de l'Amiri Diwan, siège du pouvoir de l'émir, puis en février 2010, il est nommé membre du Conseil suprême du pétrole.
Lors du remaniement du 22 octobre 2011, il devient à la fois vice-Premier ministre et ministre des Affaires étrangères, où il remplace Mohammad Al Sabah. Lors de la formation du cabinet de Jaber al-Moubarak al-Ahmad al-Sabah le 14 décembre 2011, cheikh Sabah est reconduit dans ses fonctions et également nommé ministre d'État pour les affaires du cabinet, poste repris plus tard par Mohammad Abdullah Al Mubarak Al Sabah. Le 4 août 2013, Sabah est reconduit dans ses deux fonctions au sein du nouveau gouvernement dirigé par cheikh Jaber.
Le 19 novembre 2019, Sabah devient le 8e Premier ministre du Koweït par décret émirien après la démission de son prédécesseur Jaber al-Moubarak al-Sabah. En mai 2021, Sabah se prononce en faveur d'une nouvelle loi koweïtienne prévoyant dix ans d'emprisonnement et une amende de 5 000 dinars koweïtiens pour toute personne soutenant Israël dans la vie réelle ou sur les médias sociaux. Il présente la démission de son cabinet le 5 avril 2022, que l'émir accepte le 10 mai suivant en lui demandant de rester en tant qu'intérimaire,.
Le 1er juin 2024, il est nommé prince héritier par l'émir Mechaal.